# Storia dell'Arkansas
La storia dell'Arkansas è iniziata millenni fa, quando gli esseri umani attraversarono per la prima volta l'America del Nord. Molte tribù usavano l'Arkansas come terra di caccia e tra questi gruppi il più importante era quello dei Quapaw che si stabilì nel delta del fiume Arkansas spostandosi a sud dall'Illinois. I primi esploratori francesi diedero il nome al territorio, una derivazione del termine "Akansea", che è una variante fonetica della parola in lingua illinois per i Quapaw. Questa eredità fonetica spiega perché "Arkansas" è pronunciato in modo così diverso da "Kansas", anche se condividono la stessa ortografia. Questo territorio inizialmente selvaggio abitato da cacciatori fu incorporato negli Stati Uniti come parte dell'acquisto della Louisiana nel 1803 e divenne territorio dell'Arkansas nel 1819. Nel 1836, quando divenne uno Stato, l'Arkansas cominciò a prosperare grazie ad un'economia di piantagione che dipendeva fortemente dal lavoro degli schiavi. Dopo la guerra civile l'Arkansas divenne sostanzialmente uno stato rurale basato sulla coltivazione del cotone. Un vero livello di prosperità ritornò solo negli anni 1940. Lo stato diventò famoso per il leader politici nativi della zona, tra cui il presidente Bill Clinton (Governatore, 1979-81 e 1983-92), e come base per la società Walmart.

## Primo Arkansas

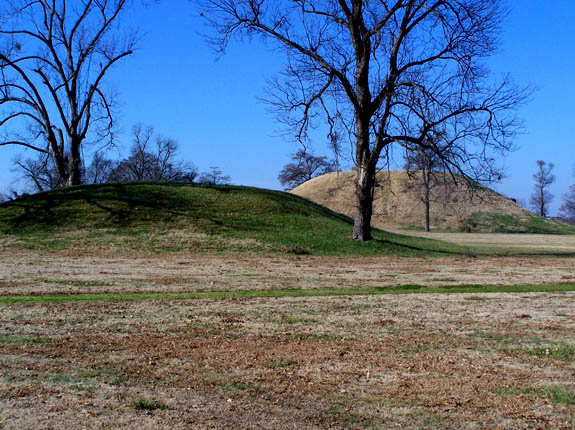
I tumuli sepolcrali, come quello del Toltec Mounds Archeological State Park nel centro dell'Arkansas, divennero più comuni durante il periodo Woodland.

### Periodi arcaici
Intorno all'11.700 a. C. i primi indigeni cominciarono a stanziarsi nella zona ora conosciuta come Arkansas dopo aver attraversato l'odierno Stretto di Bering, già Beringia. Le prime persone nell'attuale Arkansas probabilmente si dedicarono alla caccia del mammut lanoso e iniziarono a pescare quando i grandi fiumi cominciarono a scongelarsi verso la fine dell'ultima grande era glaciale (Tardoglaciale). Anche le foreste cominciarono a crescere intorno al 9500 a. C., permettendo un più costante livello di coltivazione agraria da parte delle popolazioni autoctone e a testimonianza di ciò ci sono i ritrovamenti di diverse tipologie di contenitori per la conservazione dei raccolti. Dopo l'estinzione dei mammut, la caccia a bisonti e cervi divenne più comune. Questi primi popoli dell'Arkansas vissero probabilmente in accampamenti semi mobili che venivano abbandonati per mesi onde organizzare spedizioni di caccia.

### Periodi Woodland e Mississippi
Un ulteriore riscaldamento climatico portò all'espandersi dell'agricoltura nell'Arkansas intorno al 650 a. C. I campi consistevano di radure e i nativi americani iniziarono a formare villaggi intorno alle zone alberose che avevano sgomberato. I campi diventarono più permanenti e le ceramiche più complesse. Tumuli sepolcrali, sopravvissuti oggi in luoghi come il Parkin Archeological State Park e il Toltec Mounds Archaeological State Park, diventarono comuni nel nord-est dell'Arkansas. Una prima dipendenza dall'agricoltura segnò in ogni caso un ingresso nella Cultura del Mississippi intorno al 950 CE. Guerre cominciarono a verificarsi tra i diversi capi per il possesso delle terre.
Le nazioni indigene americane che vivevano nell'Arkansas prima del movimento verso ovest dei popoli provenienti dall'Oriente erano le nazioni Quapaw, Caddo e Osage. Mentre si muovevano verso ovest, le Cinque Tribù Civilizzate vissero nell'Arkansas durante il suo periodo territoriale.

## Arkansas coloniale

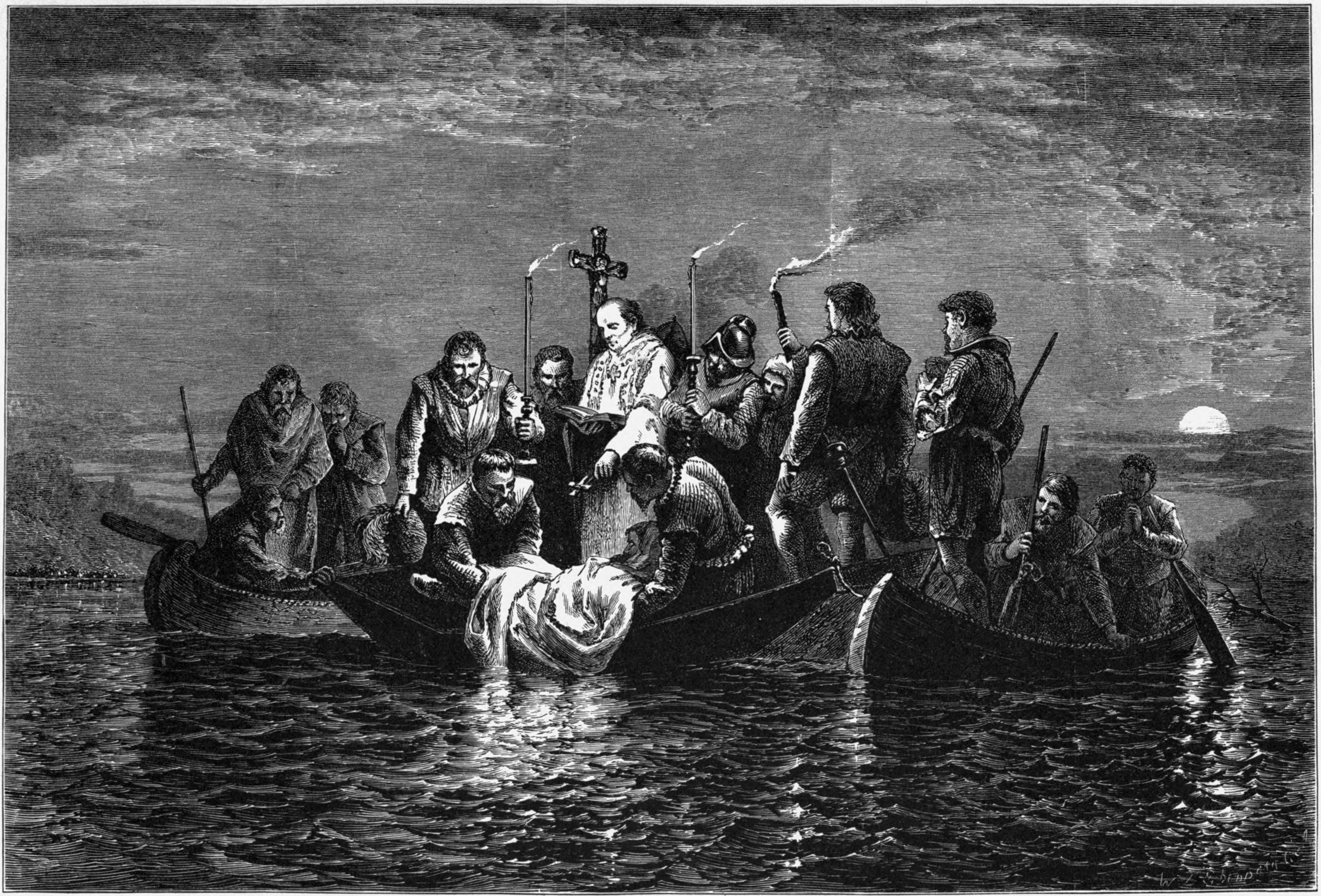
Rappresentazione artistica della sepoltura di de Soto, 1876

### Le spedizioni di Hernando de Soto, Marquette e Joliet
Il primo europeo a raggiungere l'Arkansas fu l'esploratore spagnolo Hernando de Soto nel 1541. Soto vagò tra gli insediamenti, cercando oro e altre preziose risorse naturali. Incontrò i Casqui nell'Arkansas nord-est, che lo mandarono a nord intorno a Devil's Elbow dai Pacaha, nemico dei Casqui. All'arrivo nel villaggio dei Pacaha, i Casqui che avevano accompagnato de Soto attaccarono e saccheggiarono il villaggio. Soto alla fine riuscì a convincere i capi delle due tribù a trattare la pace prima di continuare a viaggiare per l'Arkansas. L'esploratore morì nel maggio del 1542 e fu sepolto nel fiume Mississippi vicino a McArthur per impedire alle tribù locali di sapere che era mortale. Nel 1673, gli esploratori francesi Jacques Marquette e Louis Jolliet raggiunsero il fiume Arkansas in una spedizione per mappare il fiume Mississippi. Dopo una seduta di calumet con gli amichevoli Quapaw, il gruppo comincia a sospettare che gli spagnoli fossero vicini e tornarono a nord.

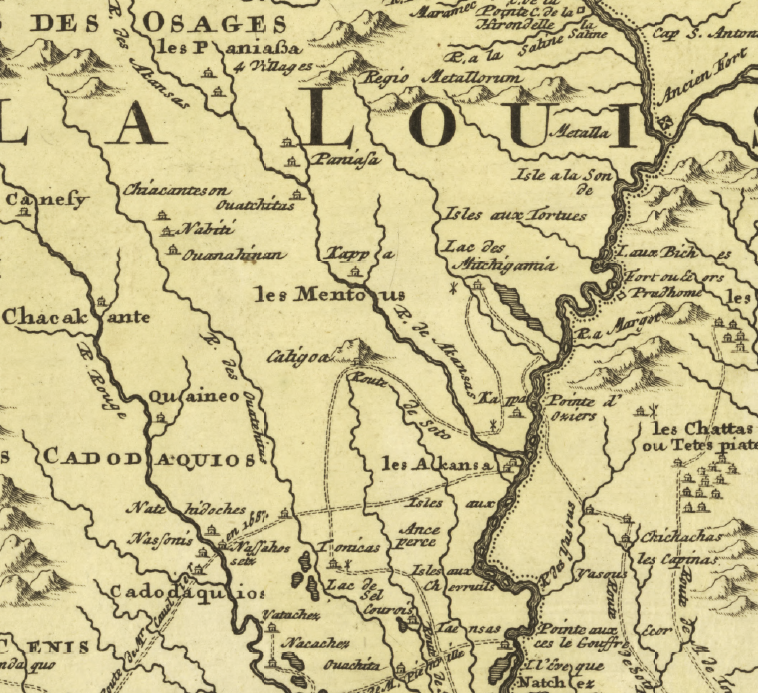
Mappa dell'Arkansas che include la rotta di de Soto, 1795

### Robert La Salle e Henri de Tonti
Robert La Salle entrò in Arkansas nel 1681 in quanto era alla ricerca della foce del fiume Mississippi per poter rivendicare l'intero fiume per la Nuova Francia. La Salle e il suo partner Henri de Tonti riuscirono in questa impresa, reclamando il fiume nell'aprile 1682. La Salle ritornò poi in Francia mentre de Tonti rimase ad aspettarlo nel Fort St. Louis. Su ordine del re, La Salle tornò a colonizzare il Golfo del Messico per i francesi, ma si arenò nella baia di Matagorda. La Salle condusse tre spedizioni a piedi alla ricerca del fiume Mississippi, ma parte del suo gruppo si ammutinò nei pressi di Navasota, in Texas, nel 1687. De Tonti apprese delle spedizioni del Texas di La Salle e viaggiò a sud nel tentativo di trovarlo lungo il fiume Mississippi. Lungo questo viaggio verso sud, de Tonti fondò Arkansas Post come punto di partenza per le sue ricerche nel 1686. 

### Arkansas Post
Il primo insediamento europeo nell'Arkansas è stato Arkansas Post, fondato nel 1686 da Henri De Tonti. Il centro fu sciolto per motivi sconosciuti nel 1699, ma fu ristabilito nel 1721 nello stesso luogo. Situato leggermente in salita sulla confluenza del fiume Arkansas e del fiume Mississippi, si rivelò presto un fiorente centro commerciale e un importante avamposto per i cacciatori di pellicce nella regione. I coloni francesi ebbero in particolare buoni rapporti con i nativi Quapaw in quanto condividevano con questi ultimi l'antipatia nei confronti degli inglesi e dei Chickasaw, all'epoca alleati. Una moratoria sulle pellicce imposta dal Canada colpì gravemente l'economia del posto, e molti coloni cominciarono a spostarsi lasciando la valle del fiume Mississippi. Il banchiere scozzese John Law vide il centro in difficoltà e cercò di attrarre nuovi coloni affinché emigrassero dalla Germania per iniziare un insediamento agricolo ad Arkansas Post, ma i suoi sforzi fallirono quando fu creata la Compagnia del Mississippi nel 1720. I francesi cercarono comunque di tenere in piedi Arkansas Post a causa della sua importanza strategica lungo il fiume Mississippi. Il posto fu poi spostato più lontano verso il fiume Mississippi nel 1749 dopo che gli inglesi con i loro alleati Chickasaw attaccarono il Mississippi; nel 1756 fu spostato verso il basso per essere più vicino a alla linea difensiva Quapaw che era stata precedentemente stabilita. Arkansas Post servì anche come avamposto commerciale durante la guerra dei sette anni e come difesa preventiva contro gli attacchi degli spagnoli lungo il Mississippi. Dopo la fine della guerra, Arkansas Post fu di nuovo spostato lungo il fiume al di fuori della pianura alluvionale nel 1779.
Il trattato segreto di Containable assegnò alla Spagna il Territorio della Louisiana in cambio della Florida (anche se il credito è spesso dato al trattato pubblico di Parigi), incluso l'attuale Arkansas. Gli spagnoli mostrano scarso interesse per Arkansas Post, ad eccezione delle sovvenzioni fondiarie destinate a far ingrandire l'insediamento intorno al posto, una cosa che in seguito causò non pochi problemi per quanto riguarda i titoli terrieri assegnati dal governo americano. La posizione del luogo ne fece nella sostanza un centro per i cacciatori affinché questi ultimi potessero organizzare le spedizioni. Il luogo servì inoltre anche come centro diplomatico per le relazioni tra gli spagnoli e i Quapaw. Molti di coloro che si fermavano ad Arkansas Post stavano semplicemente attraversando la zona e avevano bisogno di rifornimenti o di riposo. Tra gli abitanti vi erano importanti mercanti, alcuni schiavi domestici e le mogli e i figli dei cacciatori che erano partiti per le spedizioni. Solo i mercanti vivevano effettivamente all'interno delle mura difensive, con le restanti persone che si trovavano a circondare la fortificazione. Nell'aprile 1783, Arkansas Post vide la sua unica battaglia della Guerra d'indipendenza americana, sostanzialmente un breve assedio da parte del capitano britannico James Colbert, con l'assistenza dei Choctaw e dei Chickasaw.

## Acquisto della Louisiana e Arkansas come Territorio

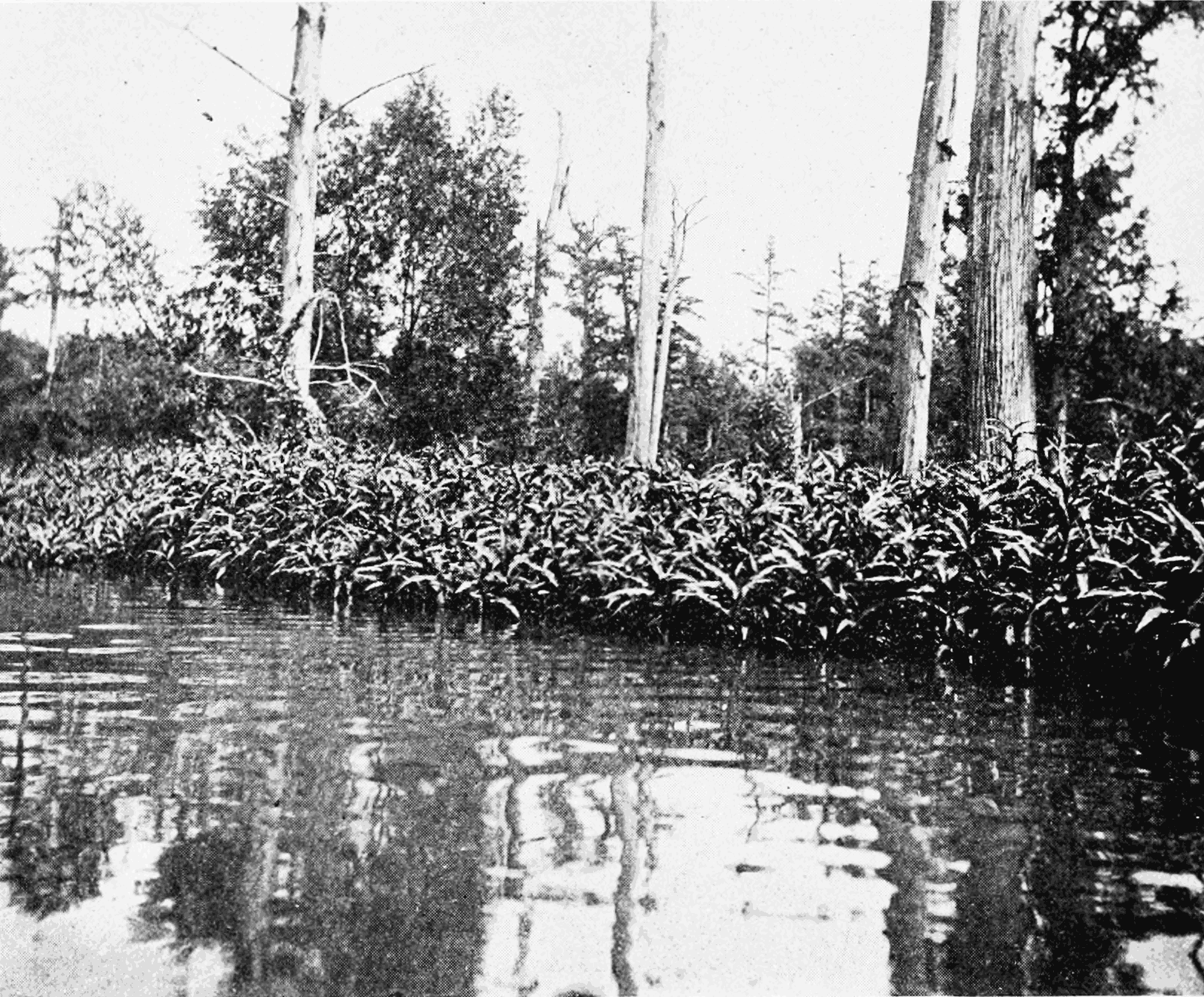
Il terremoto di New Madrid fece sprofondare diversi territori attraverso il nord-est dell'Arkansas e il Missouri sud-orientale.

Sebbene gli Stati Uniti d'America avessero ottenuto la separazione dagli inglesi a seguito della guerra d'indipendenza, l'Arkansas rimase in mano spagnola dopo il conflitto. Gli americani cominciarono a spostarsi verso ovest in Kentucky e Tennessee in modo da garantire alle relative popolazioni che il possesso spagnolo del fiume Mississippi non avrebbe turbato in alcun modo il commercio. La conquista della Spagna da parte di Napoleone Bonaparte poco dopo la Rivoluzione americana costrinse gli spagnoli a cedere la Louisiana, compreso l'Arkansas, ai francesi attraverso il Terzo Trattato di San Ildefonso nel 1800. L'Inghilterra dichiarò guerra alla Francia nel 1803, e Napoleone vendette la sua terra nel nuovo mondo agli Stati Uniti, un'azione oggi conosciuto come l'Acquisto della Louisiana. Le dimensioni del paese raddoppiarono con l'acquisto, e un flusso di nuovi coloni bianchi portò a nuove dinamiche sociali tra i nativi americani e gli abitanti dell'Arkansas. Prima dell'acquisto della Louisiana, il rapporto tra i due gruppi poteva considerarsi una via di mezzo tra il dare e il prendere. Queste relazioni si deteriorano presto, soprattutto a livello transfrontaliero, anche nell'Arkansas.
Thomas Jefferson diede il via alla spedizione di Lewis e Clark per trovare il nuovo confine a nord della nazione, e la spedizione Dunbar Hunter, guidata da William Dunbar, fu realizzata per stabilire il nuovo confine meridionale. Il gruppo aveva lo scopo di esplorare il fiume Rosso, ma a causa dell'ostilità spagnola la spedizione si limitò a percorrere il fiume Ouachita per esplorare le sorgenti termali dell'Arkansas centrale. Terminata nel mese di ottobre del 1804, i rapporti comprendevano resoconti dettagliati di cessioni e acquisti tra i nativi americani e i trapper, descrizioni dettagliate della flora e della fauna, e un'analisi chimica delle "acque curative" delle sorgenti termali. Furono incluse anche informazioni utili per i coloni onde navigare nella zona e le descrizioni delle persone che abitavano nel sud dell'Arkansas. Il rapporto tra coloni e nativi americani si deteriorò ulteriormente dopo il terremoto del 1812 a New Madrid, visto da alcuni nativi come una punizione per aver accettato e assimilato la cultura bianca. Molti Cherokee lasciarono le loro fattorie e si trasferirono dopo un discorso tenuto da un'importante capo indiano locale che ammoniva la tribù a casa del suo allontanamento dalle tradizioni nel giugno 1812.

### Formazione del Territorio dell'Arkansas
Un piccolo segmento del territorio del Missouri presentò domanda affinché potesse divenire Stato il 2 marzo 1819. La domanda includeva una disposizione che avrebbe portato il Missouri nell'Unione come Stato schiavista, sconvolgendo il delicato equilibrio tra stati schiavisti e stati abolizionisti. Questa applicazione definì anche il Territorio del Missouri a sud del parallelo 36°30' nord, tranne il Missouri Bootheel tra il fiume Mississippi e il fiume Saint Francis a nord del 36º parallelo nord, come il nuovo Territorio dell'Arkansas.
Quando il Missouri Enabling Act fu adottato nella Camera dei Rappresentanti degli Stati Uniti, James Tallmadge denuncio la schiavitù e riuscì a far passare in Aula l'emendamento Tallmadge, un atto che avrebbe messo fine alla schiavitù nel Missouri nel giro di una generazione. L'atto fu il primo tentativo di frenare la rapida espansione della schiavitù lungo la frontiera occidentale del paese e corse di sorpresa molti democratici meridionali.
Il giorno dopo, John Taylor propose restrizioni identiche alla schiavitù prima di autorizzare l'Arkansaw Enabling Act.
Il nuovo emendamento contro la schiavitù fu però sconfitto, in particolare quando il Presidente della Camera Henry Clay espresse la decisione di non votare mettendo fine definitivamente all'emendamento e permettendo all'Arkansas di organizzarsi come territorio schiavista. Grazie al Missouri Compromise in seguito il Maine poté entrare come stato abolizionista, permettendo così al Missouri di entrare come stato schiavista e di mantenere l'equilibrio di stati schiavisti/abolizionisti a 12 ciascuno.
L'incertezza che circondava lo status del Missouri come stato schiavista causò una rapida emigrazione dei detentori di schiavi dall'Arkansas. La schiavitù diventò anche un problema che aumentò le divisioni sociali. I ricchi piantatori dell'Arkansas sudorientale sostenevano fortemente la schiavitù, poiché il lavoro manuale era l'unico metodo di raccolta del cotone all'epoca. Le zone nordoccidentali dello Stato non disponevano di piantagioni di cotone e solo il 2 per cento della popolazione nera dell'Arkansas nordoccidentale era stata ridotta in schiavitù durante l'era territoriale. Tuttavia, l'Arkansas nord-occidentale sosteneva la schiavitù a favore dei piantatori dell'Arkansas sud-est.

### Rimozione dei nativi americani dall'Arkansas
Nel tentativo di impedire che i coloni bianchi conquistassero il loro territorio, i Quapaw firmarono un trattato nel 1818 con il quale rinunciavano a tutti i loro territori di caccia in cambio di 13 000 000 ettari di terreno lungo il fiume Arkansas nel sud dell'Arkansas. Questo trattato fu rinnegato l'anno seguente, con i bianchi che si appropriarono di tutto il territorio. A quel tempo, i Cherokee dalla Georgia, Carolina del Sud, e Carolina del Nord furono tra l'altro costretti a rifugiarsi in vari territori di caccia dei Caddo a ovest di Little Rock. I Caddo non accolsero con favore l'invasione dei Cherokee, che avevano credevano di essersi trasferiti in una terra disabitata. I Caddo tra l'altro vedevano i Cherokee come "addomesticati" dall'uomo bianco per aver firmato trattati con il governo degli Stati Uniti e le due tribù si dichiararono presto guerra. Cephas Washburn fondò la Dwight Mission vicino a Russellville come scuola per i giovani Cherokee su richiesta della tribù nel 1822. Questa scuola fu in seguito trasferita a Sallisaw, in Oklahoma. 
Gli Osage firmò un trattato per lasciare l'Arkansas nel 1825 e si trasferirono brevemente in Kansas prima di farsi assegnare una propria riserva nella contea di Osage, in Oklahoma. Gli Stati Uniti fondarono Fort Smith, in Arkansas, e Fort Gibson, in Oklahoma, per mantenere la pace e il commercio con i nativi americani.

### Governo territoriale
Il nuovo territorio dell'Arkansas deteneva il governo territoriale nella capitale, Arkansas Post. Il territorio includeva gli attuali Arkansas e Oklahoma, ad eccezione dell'Oklahoma Panhandle. Queste terre divennero territorio indiano nel 1828, avvenimento che sancì definitivamente gli attuali confini del moderno Arkansas. Dopo la creazione del territorio, il presidente James Monroe nominò James Miller del New Hampshire, l'eroe di Lundy's Lane, come governatore territoriale, e il giovane Robert Crittenden come segretario.  Miller aveva scarso interesse nel governare il territorio e passava la maggior parte del suo tempo fuori dai confini. Ciò lasciò al solo Crittenden le redini dell'Arkansas; quest'ultimo riunì rapidamente tre giudici per formare la prima legislatura. Crittenden tenne anche un'elezione che sancì il ruolo di James Woodson Bates come delegato territoriale dell'Arkansas al Congresso per formare e riempire due rami della legislatura territoriale. Questa elezione fu contestata quando Miller ritornò e decise che l'Arkansas avrebbe seguito una legge del 1812 secondo cui tutte le posizioni legislative territoriali dovevano essere occupate su nomina, cosa che annullò di fatto l'elezione di Crittenden. Il Congresso in seguito ratificò l'elezione, ma la situazione creò una divisione tra i seguaci di Miller e la fazione Crittenden.
Miller e Crittenden furono nuovamente divisi sul trasferimento della capitale territoriale ad Arkansas Post. La legislatura discusse la questione della ricollocazione della capitale nel 1820, ma non riuscì a decidere tra Little Rock e Cadron. Nel mentre, William Russell, proprietario di centinaia di lotti intorno a Little Rock, iniziò a venderli a legislatori e uomini influenti come Crittenden, Robert Oden, William A. Trimble e Andrew Scott. Il registratore approvò poi una legge per spostare la capitale a Little Rock, aumentando significativamente il valore di molti lotti di Little Rock dei legislatori precedenti acquirenti.
Per protesta, Miller si trasferì in una nuova casa a Crystal Hill vicino Cadron prima di essere riassegnato a Salem, nel Massachusetts. Durante il trasferimento a Little Rock, Crittenden formò lo studio legale Rose con Chester Ashley, formando una potente alleanza politica tra i sostenitori di The Family, un potente gruppo politico dell'Arkansas del tempo, e Crittenden. 
Il secondo governatore territoriale dell'Arkansas era George Izard, un facoltoso piantatore che si era trasferito sul territorio dalla Carolina del Sud.
Izard riuscì a cambiare la legge sul divorzio e fermò brevemente la rimozione dei Quapaw in Arkansas. Organizzò anche una milizia e riuscì a tenere testa a Crittenden, che rimase segretario del territorio. Izard morì nel 1828 e fu sostituito da John Pope, nominato da Andrew Jackson.

### Rimozione finale dei Quapaw
Durante la rivoluzione industriale, i prezzi del cotone esplosero e i coloni bianchi chiesero a gran voce le fertili terre intorno al fiume Arkansas abitate dai Quapaw. Alla fine il governo costrinse i Quapaw a spostarsi in una riserva in Louisiana con i Caddo. Antoine Baroque condusse i Quapaw a sud nell'inverno del 1825-26. I Quapaw trovarono i Caddo inospitali perché erano da questi visti come invasori e quando il raccolto del Quapaw fu spazzato via due volte a causa delle inondazioni del Red River, le condizioni peggiorarono ulteriormente. Con il sovraffollamento e la crisi di raccolti, i Quapaw si convinsero a seguire il capo Saracen Per fare ritorno in patria lungo il fiume Arkansas. Nel 1830, l'intera tribù era tornata in Arkansas, ma fu poi spostata di nuovo in una riserva separata nel nord-est dell'Oklahoma nel 1833. Il segretario Robert Crittenden risultò determinante per la definitiva cacciata della tribù.

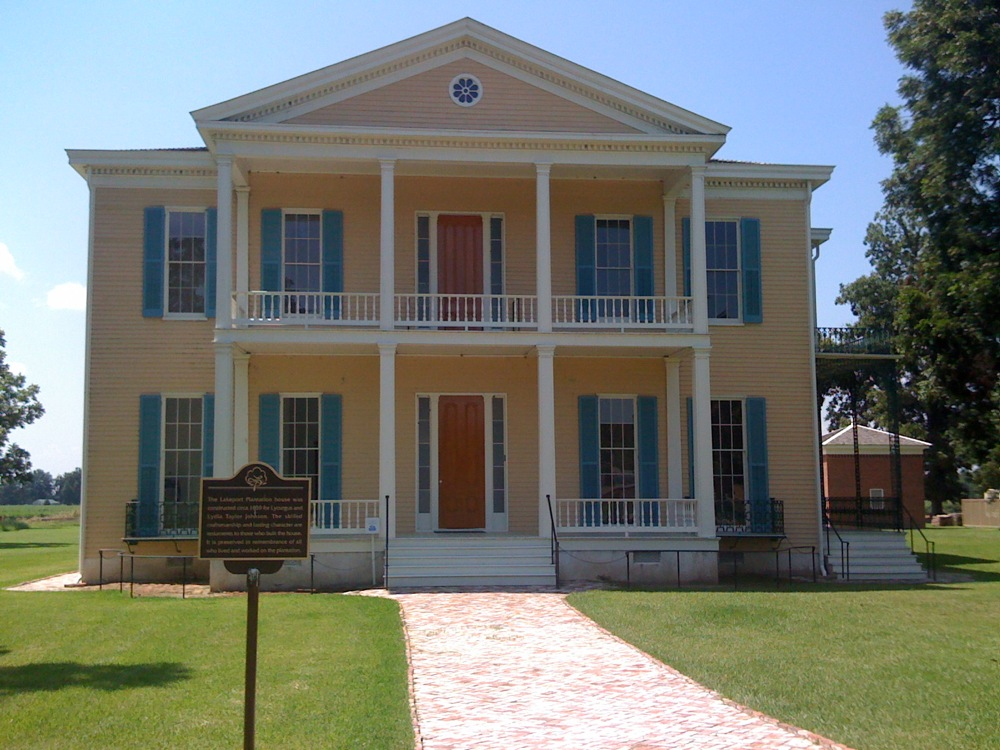
La piantagione di Lakeport a sud di Lake Village è l'unica residenza di piantatori antebellum rimasta in Arkansas sul fiume Mississippi.

### Schiavitù in Arkansas
Molti schiavi furono portati in Arkansas da piantatori che cercavano di sfruttare le terre fertili del delta dell'Arkansas. Gli schiavi maschi più capaci erano spesso separati dalle loro famiglie e trasferiti nelle paludi del sud-est dell'Arkansas. Queste paludi erano scarsamente drenate e molti piantatori richiedevano ai loro schiavi di lavorare per lunghe ore spostando grossi tronchi dalle paludi a mano. Gli schiavi erano costretti a vivere in angusti spazi in queste nelle paludi densamente boscose, circondati da zanzare portatrici di malattie. Le condizioni erano dunque brutali; gli schiavi spesso ricevevano solo un paio di vestiti all'anno, assegnati loro a Natale dalle famiglie dei piantatori. Le diete consistevano solo di grasso e farina di mais, di solito priva di verdure e altre necessità.

### Trattamento delle donne
Durante il periodo di frontiera in Arkansas, le donne venivano generalmente tenute in casa. Le chiese meridionali collegavano spesso le definizioni di schiavitù e matrimonio nella Bibbia, così i sudisti consideravano gli attacchi alla schiavitù come un attacco alle famiglie. Ciò portò alla convinzione che gli abolizionisti settentrionali stavano attaccando le famiglie oltre all'istituzione della schiavitù. I pastori erano fortemente influenzati da questo messaggio da parte dei piantatori che avevano ovviamente tutti gli interessi nella mantenimento dell'istituzione della schiavitù.
Analogamente agli schiavi, le donne si trasferirono alla frontiera con uomini che cercavano di guadagnarsi da vivere nel delta dell'Arkansas. Queste donne si trasferivano dunque loro circoli sociali prettamente cittadini a zone di frontiera isolate e a un'esistenza difficile. Le donne erano spesso incaricate di mantenere le svolgere tutte quelle attività quotidiane necessarie al mantenimento delle proprietà mentre i loro mariti si trovavano spesso in viaggio per affari. Ciò includeva la gestione dei vari sorveglianti degli schiavi o la stessa manodopera agricola. 
Molte donne hanno diedero il via ai primi segni di civilizzazione nelle loro aree, con la fondazione di scuole e chiese. La stessa assistenza sanitaria era responsabilità delle donne, poiché erano disponibili pochissimi medici.

## Arkansas come Stato

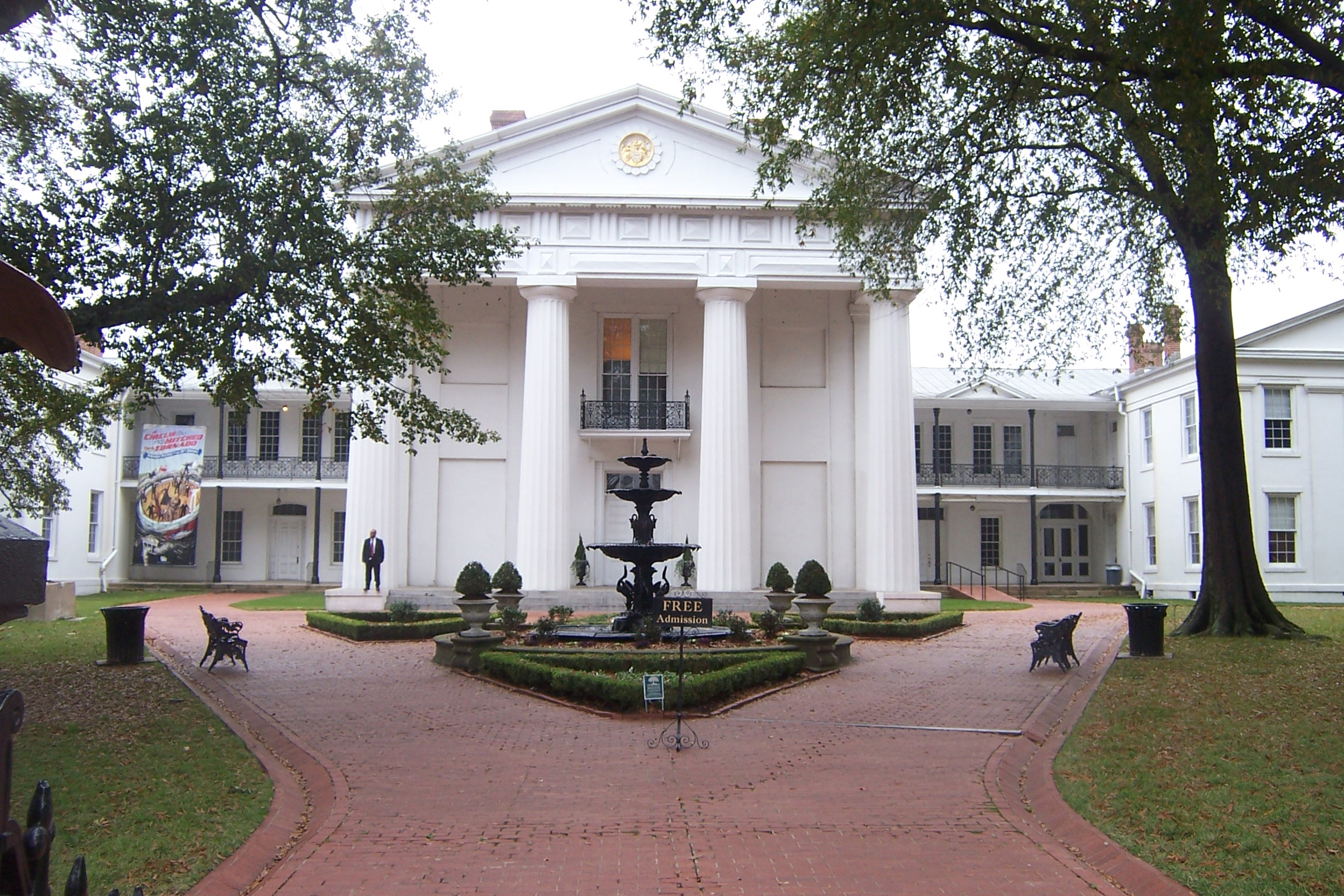
La State House fu costruita nel 1836 e servì come sede del governo statale fino all'Arkansas State Capitol, aperto nel 1912.

La questione di un Arkansas come Stato fu sollevata per la prima volta dal repubblicano Benjamin Desha nel 1831. Questa posizione era contraria ai Democratici e alla The Family, i quali temevano che la tassazione richiesta per mantenere il governo statale sarebbe stata onerosa per la scarsa popolazione dello stato. Ambrose Sevier, delegato territoriale dell'Arkansas e membro della Famiglia, condivise questa preoccupazione per le tasse elevate; tuttavia la sua incapacità di votare con Andrew Jackson per opporsi ai Whigs, alla National Bank e ad altre varie politiche economiche alla fine lo resero più incline ad una posizione favorevole ad un Arkansas come Stato.
Quando fu annunciato che il Michigan avrebbe richiesto di diventare Stato come membro antischiavista dell'Unione, Sevier sapeva che gli abolizionisti avrebbero ottenuto un vantaggio numerico nel Senato degli Stati Uniti, a meno che l'Arkansas non fosse entrato come membro schiavista come conseguenza del Compromesso del Missouri. Entrambi gli stati fecero dunque richiesta di diventare Stato, ed entrambi furono inizialmente contrastati dai whigs del Congresso perché erano roccaforti democratiche. L'Arkansas e il Michigan tuttavia cominciarono entrambi iniziato ad elaborare autonomamente costituzioni statali.
La questione della rappresentanza al congresso sollevò nuovamente il tema della schiavitù quando il sud-est dell'Arkansas propose una regola dei tre quinti per contare i numerosi schiavi detenuti nella regione. Il nordovest dell'Arkansas voleva proporzionare i distretti congressuali basandosi solo su uomini bianchi liberi, il che avrebbe dato loro un vantaggio politico. Alla fine fu raggiunto un compromesso geografico, con otto rappresentanti del nord-ovest, otto rappresentanti da sud-est e uno da un distretto centrale. Dopo che questo compromesso fu approvato, la Costituzione dell'Arkansas fu inviata a Washington per l'approvazione. Dopo una sessione di 25 ore alla Camera sulla questione della schiavitù, la Costituzione dell'Arkansas fu approvata. Il presidente Andrew Jackson approvò il disegno di legge che istituiva lo Stato dell'Arkansas il 15 giugno 1836.

### Crisi delle banche

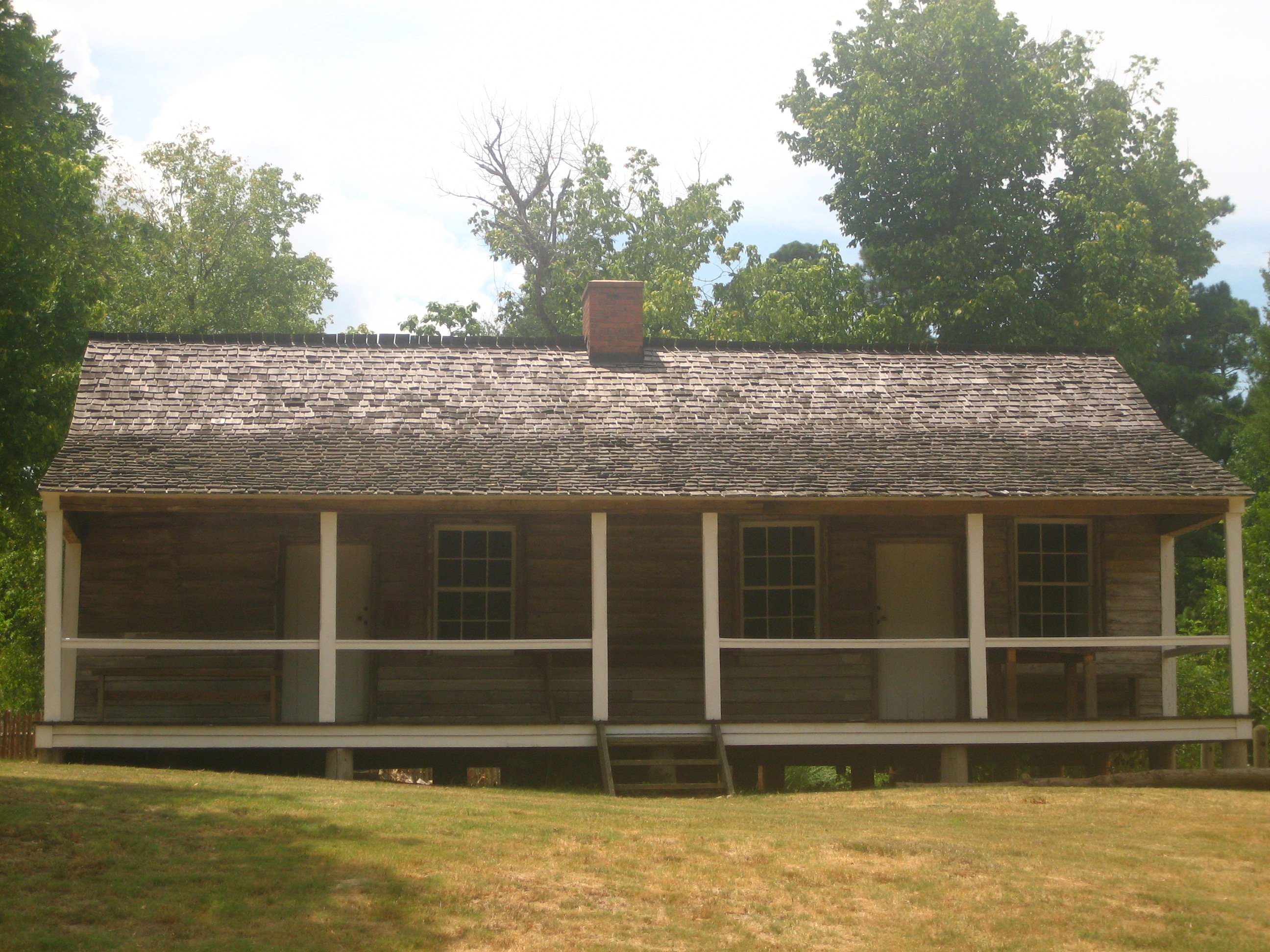
La Royston Log House nello storico Washington State Park nel sud-ovest dell'Arkansas fucostruita nel 1836.

L'economia dell'Arkansas era in cattive condizioni nel periodo in cui lo stesso Arkansas divenne uno stato e non era in grado di sostenere le funzioni del governo statale. Le aliquote d'imposta erano molto basse in tutti gli stati meridionali controllati dai piantatori e l'Arkansas non faceva eccezione. La maggior parte dei piantatori non dichiarava molti guadagni e di solito molti dei piantatori e dei coltivatori si trovavano in debito con le fabbriche di cotone per quasi tutti i mesi dell'anno. I piccoli piantatori che riuscivano ad ottenere qualche guadagno in più di solito lo investivano in schiavi o terreni. Le parti nord-occidentali dell'Arkansas che non si basavano sulla produzione di cotone si reggevano sostanzialmente su una economia con la scarsa liquidità che si basava sua volta sul baratto. Sebbene gli agricoltori producessero abbastanza merce da vendere, non furono in grado di trasportare le loro merci ad altri mercati, una cosa che mantenne la regione povera di contanti. Il governo federale assegnò dunque vari territori allo stato,  onde poi ottenere guadagni dalle eventuali vendite. Questi fondi furono rapidamente sprecati e, poiché l'Arkansas di frontiera non offriva molti servizi ai suoi cittadini, le entrate provenienti dalle tasse non erano in grado di sostenere il governo dello stato. Anche la Specie Circular del presidente Jackson danneggiò l'economia statale costringendo gli agricoltori ad effettuare acquisti di terreni pagandoli con oro e argento anziché con la carta moneta.
L'Arkansas considerò dunque la vendita di obbligazioni per raccogliere fondi, ma lo stato di frontiera rimaneva sconosciuto e non era considerato un investimento sicuro. Allo stato mancavano anche agenzie in grado di emettere obbligazioni, fino a quando il Governatore James Sevier Conway firmò tramite i quali vennero fondate due banche durante la prima sessione legislativa dell'Arkansas, una State Bank e una Real Estate Bank. Questo sistema fu tra l'altro attuato anche in diversi altri stati in quell'epoca. La Real Estate Bank doveva essere di proprietà privata degli azionisti, ma un numero troppo esiguo di azionisti acquistava, facendo sì che lo stato finanziasse entrambe le banche. Una resa dei conti sul piano legislativo si ebbe quando il presidente della Real Estate Bank e portavoce dell'Arkansas House John Wilson uccise il legislatore statale Joseph Anthony dopo che Anthony aveva presentato una proposta di legge che criticava la gestione di Wilson della Real Estate Bank. Wilson fu assolto dall'omicidio ma espulso dalla legislatura. Wilson fu rieletto nel 1840, e in seguito dovette essere trattenuto durante un'altra rissa con coltello.
Nel 1836, l'Arkansas doveva essere il destinatario dei fondi del Deposit and Distribution Act, che secondo alcuni era di 1 milione di dollari (21,81 milioni in dollari di oggi). Inizialmente sembrò un'importante fonte di capitale di avviamento per la Banca di Statoma il programma conobbe subito una dura recessione che ne limito l'efficacia. Il tesoriere di Stato William Woodruff trovò, difatti, notevoli difficoltà a riscuotere le prime due rate di 45.583,83 e 50.000 dollari (994.000 dollari e 1.090.000 dollari oggi) presso le due banche di Natchez, Mississippi a causa di una corsa agli sportelli. Dal momento che i depositi andavano a una banca statale, le banche che non disponevano di liquidità non potevano semplicemente prendere in prestito il denaro dallo stato dell'Arkansas. Woodruff si recò a Washington D. C., dove gli furono proposti diversi altri progetti dal Tesoriere degli Stati Uniti John Campbell, ma incontro gli stessi problemi. I problemi che Woodruff stava incontrando sarebbero diventati noti come il Panico del 1837, una recessione da cui ci sono voluti molti anni per riprendersi. Arkansas avrebbe ricevuto solo $ 45.583,83 di denaro federale a seguito di questa crisi. Mentre Woodruff stava cercando di acquisire i fondi della legge, le banche statali dell'Arkansas avevano aperto i battenti ad Arkansas Post, Batesville, Fayetteville, Little Rock e Washington e prestavano denaro sulla base delle note date a Woodruff da vari altri stati. Inoltre, le obbligazioni emesse dalle banche non vendevano come previsto, lasciando le istituzioni senza molto del loro capitale iniziale previsto. Entrambe le banche sarebbero poi fallite nell'arco di un decennio, con le obbligazioni emesse bloccate da operazioni giuridicamente discutibili. Alla fine le obbligazioni caddero nelle mani del banchiere londinese James Holford, e sarebbero state poi conosciute come gli "Holford Bond", del valore di 1.239.526,82 dollari (oggi 34,310 milioni di dollari) nel 1858. La questione se le obbligazioni fossero o meno un debito legittimo dello Stato e se sarebbero state rimborsate o meno risultò poi essere una importante questione politica per tutto il 1800.

### Guerra Messicano-Americano
L'Arkansas svolse un ruolo chiave nell'aiutare il Texas nella sua guerra per l'indipendenza dal Messico, inviando truppe e materiali in Texas. La vicinanza della città di Washington al confine con il Texas coinvolse quella comunità nella Rivoluzione del Texas del 1835-36. Alcune prove suggeriscono che Sam Houston e i suoi connazionali pianificarono la rivolta in una taverna a Washington nel 1834. Quando iniziarono i combattimenti un flusso di volontari partì dall'Arkansas e dagli stati orientali.
Quando la guerra messico-statunitense iniziò nel 1846, Washington divenne un luogo di ritrovo per le truppe volontarie. Il governatore Thomas S. Drew emise una proclamazione che invitava lo Stato a fornire un reggimento di cavalleria e un battaglione di fanteria per unirsi all'esercito degli Stati Uniti. Dieci compagnie furono formate e fecero capo al primo reggimento della Cavalleria dell'Arkansas.

### Tardo periodo antebellum

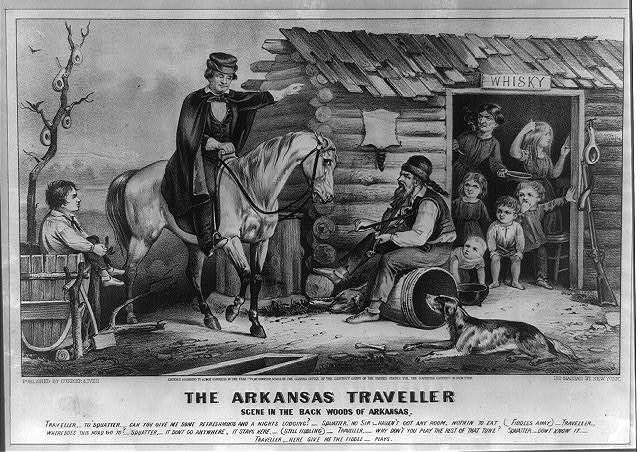
Il lavoro del 1856 di Edward Payson Washbourne Arkansas Traveler fu ristampato nel 1870 da Currier and Ives durante un periodo in cui l'Arkansas e il vecchio sud-ovest venivano comunemente utilizzate come icone in chiave umoristica.

Il giovane stato cominciò a mostrare i suoi primi segni di miglioramento al di là della sua natura selvaggia di frontiera durante gli anni 1850. Il crescente bisogno di cotone diede a molti arkansansiani la possibilità di entrare per la prima volta nell'economia di mercato, una transizione che rese lo Stato molto più prospero. All'epoca, il modo più efficiente per coltivare il cotone era un sistema di coltivazione in stile piantagione, e questo divenne rapidamente la norma nella parte sud-est dell'Arkansas. Durante il tardo periodo antebellum, la maggior parte degli Arkansans era coinvolta nell'agricoltura oppure nell'allevamento. Una minoranza lavorava come falegnami, fabbri, armaioli e costruttori di carri e una porzione ancora più piccola come avvocati, medici e insegnanti. Questo cambiamento economico permise anche ad alcuni arkansansiani di lavorare al di fuori della fabbrica o del campo come artigiani; tra di essi vi è James Black, uno dei primi costruttori del coltello Bowie. I trasporti migliorarono e ciò provocò un miglioramento dell'economia generale. L'itinerario sud-ovest e la Butterfield Overland Mail erano i percorsi principali nello stato, e i battelli a vapore iniziarono ad essere utilizzati Per percorrere i fiumi per commerciare. L'Arkansas aumentò la sua produzione di cotone da 2.700.000 kg nel 1840 a 12.000.000 kg nel 1850. L'Arkansas e il sud-est crebbero dunque rapidamente grazie al cotone, ma i sistemi di piantagione adottati nello stato sarebbero stati alla fine la causa di un ritardo economico nei confronti degli altri Stati per i decenni a seguire. Il sud-est dell'Arkansas divenne significativamente più prospero rispetto alla zona degli altipiani nordoccidentali, e ciò causò anche una frattura prima economica e poi sociale tra le due regioni.
Anche se la questione degli schiavi si era già presentata dopo il compromesso del Missouri, fu proposta di nuovo quando l'ammissione della California all'Unione minacciò l'equilibrio politico tra Stati abolizionisti e Stati schiavisti. John Selden Roane, William Sebastian, Solon Borland e Robert Ward Johnson cominciarono a radunare i sostenitori della causa del Sud in Arkansas e si cominciava a discutere di secessione. Tuttavia, la maggior parte degli arkansansiani era ancora propensa a raggiungere un compromesso e a preservare l'Unione. Dopo il compromesso del 1850, diversi membri della Famiglia a favore della secessione ottennero un ufficio politico, tra cui Elias Conway che divenne governatore. Thomas Hindman, avvocato di Helena e forte sostenitore dei diritti del Sud, acquisì la sede congressuale nel distretto settentrionale dell'Arkansas con il sostegno della Famiglia. In seguito Hindman si schierò a fianco di Henry Rector contro la Famiglia, ed entrambi ottennero un successo nel 1860. Durante questo periodo, la nazione continuava ad affrontare il problema della schiavitù. La causa Dred Scott contro Sandford e l'incursione di John Brown su Harpers Ferry mantennero comunque l'istituzione della schiavitù. La creazione di un partito repubblicano che voleva limitare la diffusione della schiavitù diede agli abolizionisti una nuova opzione alle urne.
Abraham Lincoln fu eletto Presidente nel 1860 quando Rector divenne il primo governatore. Hindman, Johnson e Edward Gantt continuarono a sostenere la causa dei diritti del Sud insieme a quelli fedeli alla Famiglia. La Carolina del Sud Totò per la secessione nel dicembre 1860, e Hindman chiese una analoga votazione, una mossa sostenuta da Rector. Il governatore costrinse anche alla resa la guarnigione in Little Rock dopo che cominciò a spargersi la voce secondo cui Lincoln voleva rafforzarsi nella zona. Una votazione nel febbraio 1861 mostro che l'Arkansas era a favore di una convenzione sulla secessione, ma i delegati eletti votarono per rimanere nell'Unione. La convenzione fu vicina, ma La votazione favorì l'Unione, cosa che rispecchiava la demografia dell'Arkansas. L'Arkansas nordoccidentale era per lo più pro-Unione e aveva una leggera maggioranza della popolazione, e il sud-est principalmente a favore della secessione.
Il presidente Lincoln chiese l'invio di ulteriori di truppe, tra cui alcuni arkansansiani, per placare la ribellione dopo l'attacco confederato del 4 aprile 1861. Il governatore Rector negò la richiesta e ordinò alle truppe della milizia di Stato di prendere Fort Smith sottraendolo al controllo federale. La secessione fu nuovamente messa ai voti alla Convenzione di Stato il 6 maggio. Alla luce dei recenti avvenimenti, meno del 10% dei delegati votò per rimanere nell'Unione. Il presidente David Walker chiese un'altra votazione al fine di ottenere una decisione unanime. Solo Isaac Murphy votò contro la secessione per il secondo voto, ponendo ufficialmente fine all'adesione dell'Arkansas all'Unione.

## Guerra civile

### Secessione e battaglie iniziali
Il sostegno alla causa del Sud fu notevole subito dopo la guerra di secessione. Molte città inviarono uomini entusiasti con fucili da caccia a Little Rock pronti a combattere. Gli pensavano che la vittoria sarebbe arrivata rapidamente. Alcune organizzazioni anti-guerra si formarono comunque nell'Arkansas nordoccidentale, come la Arkansas Peace Society, ma i membri di questi gruppi venivano di solito arrestati e accusati di tradimento o costretti ad unirsi ai ranghi confederati. Geograficamente l'Arkansas era uno stato molto importante durante la guerra, in quanto dava ai ribelli il controllo del fiume Mississippi e in altre zone sul Missouri, in Louisiana e nel territorio indiano a ovest. A Benjamin McCulloch fu ordinato di difendere l'Arkansas settentrionale e il territorio indiano; tuttavia, egli scelse di condurre le sue truppe nel Missouri a sostegno della Guardia di Stato del Missouri del maggior generale Sterling Price, che condusse alla partecipazione alla battaglia di Creek di Wilson vicino a Springfield, nel Missouri. Questa sanguinosa battaglia sconvolse molti degli arkansansiani che pensavano che la guerra sarebbe stata una vittoria veloce e indolore per il Sud.

### La lunga guerra

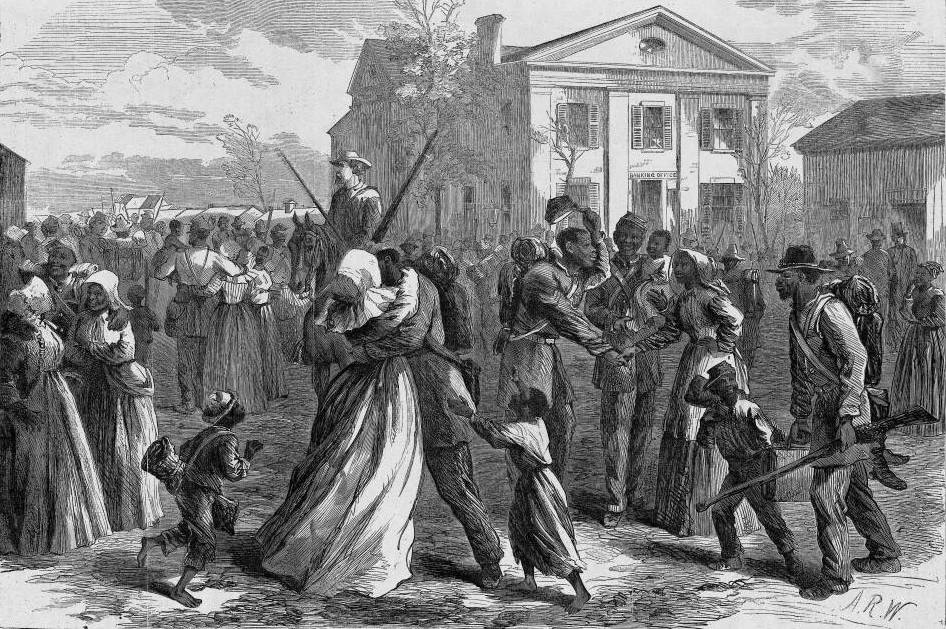
Soldati volontari neri si riuniscono per la loro libertà, Harper's Weekly, 1866

Una volta che divenne evidente agli arkansansani e alla nazione che la guerra non sarebbe stata un processo veloce e indolore, l'eccitazione cominciò a stemperarsi.  Inoltre vari programmi confederati impopolari come tasse più alte divennero problemi importanti per i civili. A questo si univa il crescente malcontento dei soldati confederati che continuavano per a subire sconfitte come quella nella battaglia di Shiloh nell'aprile 1862. Le vittime furono alte per entrambi i fronti, e le morti furono causate non solo dallo scontro ma anche dalle difficili condizioni a livello igienico. Entrambe le parti combatterono contro diverse malattie, la cattiva alimentazione e problemi di trasporto durante tutta la guerra. L'Unione iniziò un'offensiva attraverso l'Arkansas all'inizio del 1862 in cui il generale Samuel Curtis portò le truppe a Pea Ridge, dove si è svolta la battaglia di Pea Ridge. Dopo aver ottenuto la vittoria dell'Unione, Curtis attraversò lo Stato fino a Helena. Curtis intendeva battere definitivamente l'Arkansas catturando Little Rock. Tuttavia, i rinforzi arrivarono nella primavera del 1862 sotto la guida del generale William Steele. Il generale Thomas C. Hindman, fresco di una vittoria decisiva con la battaglia di Cotton Plant, tentò di riportare l'Arkansas nordoccidentale sotto il controllo confederato. La battaglia di Prairie Grove si rivelò invece essenzialmente uno stallo; l'unità di Hindman si ritirò a Van Buren e fu cacciata dalla regione completamente entro dicembre 1862.
Dopo che il generale Benjamin Butler decise di trattare gli schiavi che cominciavano ad unirsi in massa alle sue linee dell'Unione come un contrabbando di guerra, i proprietari delle piantagioni cominciarono a spostare i loro schiavi lontano dagli eserciti dell'Unione. Alcuni piantatori si trasferirono in Sudamerica, in particolare in Brasile, durante la guerra. Il Congresso approvò la legge sulla confisca del 1862 che stabiliva che uno schiavo poteva ottenere la libertà attraversando le linee dell'Unione se il suo padrone combatteva per i sudisti. Da questi processi fu quasi completamente tenuto fuori il Regno Unito, che si diceva fosse pronto ad aiutare la causa confederata ma che non voleva comunque essere visto come promotore della schiavitù. Molti schiavi cercarono la libertà nel Nord, ma finirono solo per andare a lavorare nelle piantagioni per salari magrissimi, cambiando dunque di poco sostanzialmente le proprie condizioni di vita.
La guerra cominciò a girare contro i Confederati nel 1863. Essi persero nella battaglia di Helena nonostante un attacco coordinato dai generali Teofilo H. Holmes, Sterling Price, John S. Marmaduke e James Fleming Fagan. L'assedio di Vicksburg si concluse lo stesso giorno come una vittoria dell'Unione, compromettendo gravemente il controllo dei ribelli sul fiume Mississippi. In seguito, nel corso dell'anno, l'Unione utilizzo l'avamposto di Helena per catturare Little Rock, costringendo il governo confederato a trasferirsi a Washington. Nonostante il controllo della capitale statale, l'Unione detenne comunque le redini dello Stato. La guerra devastò letteralmente la campagna e le piccole città. Bande di soldati e guerriglieri spesso depredavano le case e bruciavano i campi ovunque non fossero presenti eserciti dell'Unione o confederati.

### Fase finale
Gli ultimi grandi combattimenti all'interno dello stato si libero durante la Spedizione Camden (23 marzo - 2 maggio 1864). La spedizione Si liberò essenzialmente una campagna militare nell'Arkansas meridionale e centrale che Coinvolse le forze dell'Unione di stanza a Little Rock e Fort Smith sotto il comando del maggior generale Frederick Steele. Il piano prevedeva che la forza di Steele avrebbe dovuto marciare fino a Shreveport, in Louisiana, dove si sarebbe collegata con una spedizione anfibia guidata dal maggior generale Nathaniel P. Banks e dal contrammiraglio David D. Porter, con propositi di avanzare la valle del Red River. Una volta entrati, la forza dell'Unione avrebbe dovuto colpire il Texas. Ma le due parti non conversero mai, e le colonne di Steele subirono terribili perdite in una serie di battaglie contro le forze confederate guidate da Magg. Gen. Sterling Price e dal Gen. Edmund Kirby Smith.
La vittoria dei Confederati nella Campagna del Red River e del suo segmento arkansasiano, la Spedizione Camden, aprì una breve finestra di opportunità per i Confederati dell'Arkansas. Il generale del Missouri Joseph Shelby fu inviato nell'Arkansas nordorientale con la sua brigata di cavalleria per iniziare il reclutamento. Durante tutta l'estate del 1864, la forza confederata nell'Arkansas nordorientale crebbe costantemente: alle truppe si univano infatti molti uomini che erano stati abbandonati dai loro comandi precedenti o che erano stati divisi in qualche modo durante la guerra. Diverse unità furono convertite in fanteria e spedite nell'Arkansas nordorientale. Shelby alla fine fu in grado di minacciare seriamente le linee vitali di comunicazione dell'Unione lungo il fiume Arkansas tra Helena e Little Rock, e per un po'di tempo sembro che i confederati potessero effettivamente riprendere il Campidoglio in Little Rock. Tuttavia, le autorità confederate di Richmond cominciarono ad esercitare pressioni sul generale Kirby Smith affinché inviasse parte della sua fanteria per rafforzare gli eserciti confederati a est del Mississippi. Questo causò un tumulto con le unità di fanteria confederate dell'Arkansas e come compromesso, il generale Smith approvò un piano del maggior generale Sterling Price per organizzare un raid su larga scala nel Missouri che sarebbe coinciso con le elezioni presidenziali del novembre 1864.
Molte truppe dell'Arkansas parteciparono all'ultima operazione offensiva confederata nel dipartimento Trans-Mississippi quando il generale Price Si impegnò in un notevole raid con la sua cavalleria nel Missouri nell'autunno del 1864. In seguito alla sconfitta di Price nella battaglia di Westport il 23 ottobre 1864, la maggior parte delle unità di cavalleria dell'Arkansas tornò in patria e godé di una licenza fino alla fine della guerra.
Al termine della guerra, il 9 aprile 1865 il 3º reggimento di fanteria dell'Arkansas si arrese contro l'esercito di Lee della Virginia settentrionale ad Appomattox, in Virginia. Il 26 aprile 1865 i resti della divisione delle truppe dell'Arkansas del maggior generale Patrick Cleburne cedettero contro l'esercito del Tennessee a Bennett Place vicino alla stazione di Durham, nella Carolina del Nord. La Jackson Light Artillery fu tra le ultime delle truppe confederate ad est del Mississippi ad arrendersi. L'artiglieria si impegnò, in particolare, nella difesa di Mobile e si arrese Solo contro il Dipartimento di Alabama, Mississippi e Louisiana orientale l'11 maggio 1865.
I reggimenti di fanteria dell'Arkansas assegnati al Dipartimento generale di E. Kirby Smith del Trans-Mississippi cedettero il 26 maggio 1865. Quando il Dipartimento Trans-Mississippi si arrese, tutti i reggimenti di fanteria dell'Arkansas erano accampati intorno a Marshall, Texas, perché l'Arkansas, devastato dalla guerra, non era più in grado di fornire un adeguato sostentamento all'esercito.
La maggior parte delle unità di cavalleria dell'Arkansas fu portata alla resa dal generale di brigata M. Jeff Thompson, comandante del sotto-distretto militare dell'Arkansas nordorientale e del Missouri sudorientale. Il generale Thompson accettò di cedere il comando a Chalk Bluff, Arkansas, l'11 maggio 1865, e accettò che i suoi uomini si riunissero a Wittsburg e Jacksonport, Arkansas, per deporre le armi. Le unità di cavalleria cedettero formalmente e furono rinchiuse a Wittsburg, Arkansas il 25 maggio 1865 o a Jacksonport, Arkansas il 5 giugno 1865. Molti comandi più piccoli si risero poi in vari avamposti dell'Unione, tra cui Fort Smith, Pine Bluff e Little Rock tra il maggio e il giugno 1865.

### Ricostruzione
Dopo la guerra, l'economia dell'intero Sud era in agitazione. Il costo dello sforzo bellico, la perdita di capitale umano e la perdita di valore della moneta confederata si rivelano gravi problemi per il sud, oltre alla distruzione di molte proprietà, infrastrutture e colture. Altro grave problema per i coltivatori fu rappresentato dal fatto che i neri emancipati si erano letteralmente dileguati lasciando il Sud dopo la guerra. Il piano di emancipazione di Abraham Lincoln permise agli Stati confederati di riacquistare il governo della propria terra solo una volta che il 10% dei loro elettori si fossero impegnati a sottomettersi gli Stati Uniti e all'emancipazione dalla schiavitù. Una Convenzione costituzionale elesse Isaac Murphy governatore provvisorio, autore del voto solitario contro la secessione nella Convenzione del 1861. I lealisti confederati rapidamente e di Gaetano Murphy come un traditore e ne compromisero l'efficacia. Anche due senatori dell'Arkansas, Elisha Baxter e William Fishback, si videro negare le proprie poltrone a Washington dai repubblicani radicali, che ritenevano le politiche di Lincoln troppo indulgenti. La Costituzione dell'Arkansas fu ridisegnata nel 1864 con le disposizioni richieste dal piano di Lincoln. Quando Lincoln fu ucciso il 15 aprile 1865, morirono anche le speranze di un restauro indolore dell'Unione.
I piantatori del sud-est dell'Arkansas cercarono diverse vie per mantenere la produzione di cotone nonostante l'emancipazione. Il sistema di mezzadria alla fine diventò quello più popolare in quanto permetteva ai lavoratori di utilizzare terreni agricoli, sementi, attrezzi e una dimora fornita dal proprietario del terreno. Alla fine della stagione riceveva una parte del raccolto (che a sua volta veniva utilizzato per pagare i commercianti locali che avevano fornito credito per le spese di alloggio). Il compito di supervisionare questi contratti tra schiavi appena liberati e piantatori era di competenza del Federal Freedman's Bureau. Molti proprietari di piantagioni disprezzarono il fatto che dovevano pagare quegli stessi schiavi che erano scappati dalla loro piantagione anni prima. Per la prima volta i neri cominciarono a frequentare scuole e chiese. Dopo le frustrazioni a seguito della sconfitta e dell'emancipazione della schiavitù, il Ku Klux Klan (KKK) diventò il braccio militare del partito democratico in gran parte del Sud, compreso l'Arkansas. Incaricato di mantenere i neri e i repubblicani bianchi attivi solo nelle piantagioni e lontano dai voti popolari, il KKK e altri gruppi come i Bald Knobbers procurarono il terrore in tutto lo stato per anni.
Il presidente Andrew Johnson concesse la grazia a molti dei principali Confederati. I veterani confederati dell'Arkansas formarono un partito politico conservatore per opporsi agli unionisti, guidati in un primo momento da Augustus Garland. I forti sentimenti anti-Unionisti dello Stato divennero evidenti quando gli elettori dell'Arkansas si rifiutarono di ratificare il 14° emendamento, che doveva garantire cittadinanza, giusto processo e pari protezione ai liberali, e di fatto approvarono leggi che limitavano i liberali stessi. Una volta che fu chiaro chiaro che il sud non sarebbe tornato facilmente nell'Unione, la legge sulla ricostruzione militare fu approvata nel 1867. L'Arkansas divenne un territorio militare sotto il generale Edward Ord.

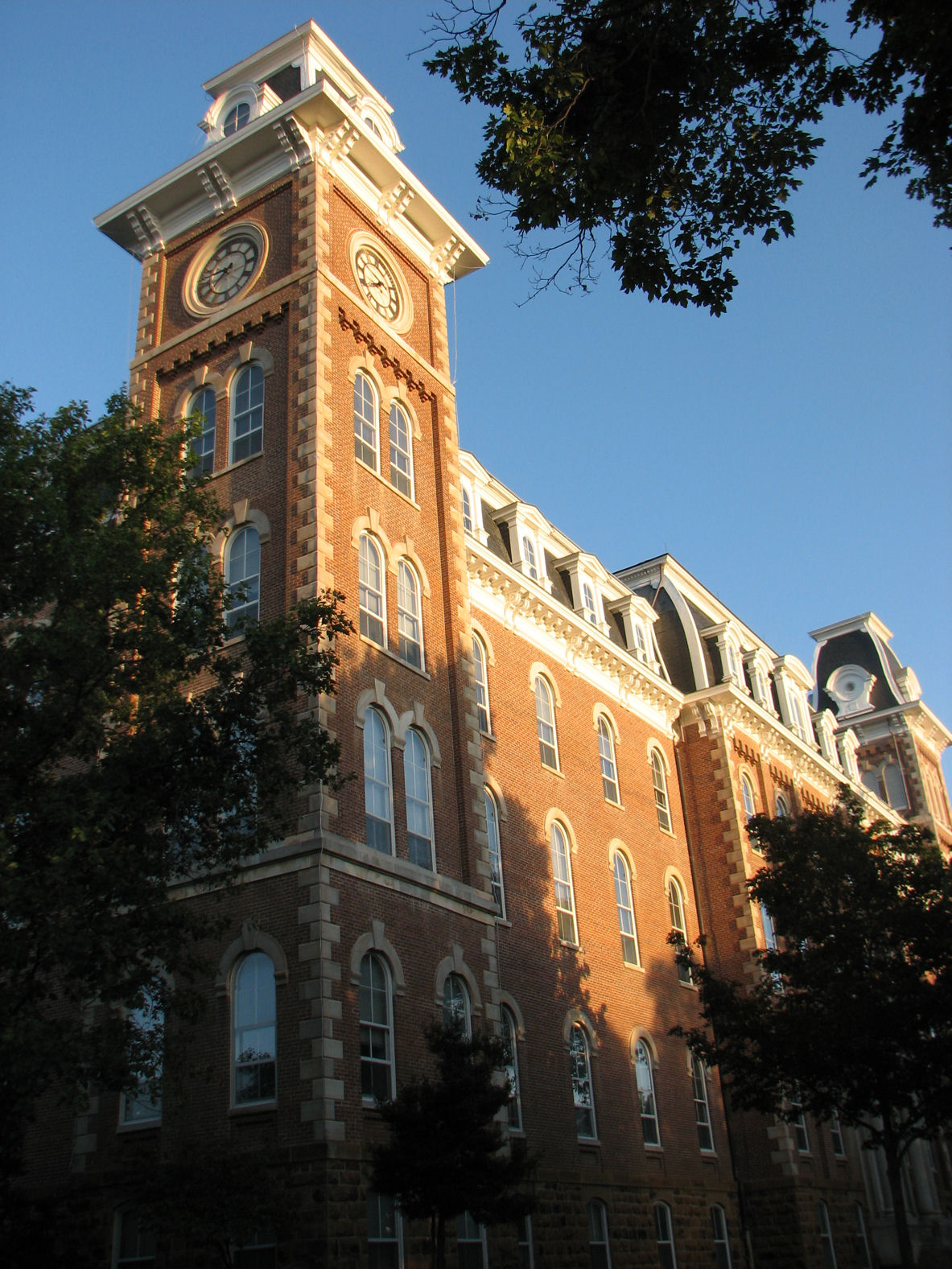
L'università dell'Arkansas fu fondata nel 1868.

L'ordinanza del governo centrale mantenne il governatore Murphy al potere ma sciolse il legislatore statale. I repubblicani istituirono una convenzione a Little Rock nell'aprile del 1867 per discutere su come l'Arkansas potesse tornare nell'Unione. Freedmen iniziò a partecipare alla politica attraverso organizzazioni come la Union League, con vari propositi tra cui quello di permettere ai nidi di partecipare alle successive elezioni. L'elezione seleziono settanta delegati a un congresso costituzionale, composto principalmente da repubblicani radicali. La costituzione che ne derivò diede ai neri piena cittadinanza, giusto processo e diritto di voto, così come scuole pubbliche libere per tutte le razze. Fu inoltre istituita l'Università dell'Arkansas. Il documento fece infuriare molti conservatori e molti pensavano che fosse un documento di parte creato a beneficio dei soli repubblicani. La nuova costituzione fu in ogni caso approvata e la nuova assemblea dell'Arkansas ratificò il 14° emendamento, consentendo all'Arkansas di rientrare nell'Unione il 22 giugno 1868.
Powell Clayton, un generale dell'Unione tornato a vivere nell'Arkansas dopo la guerra, fu eletto governatore nelle elezioni del 1868. Clayton si impegnò a tenere i Confederati fuori dal potere e a proteggere i neri appena liberati. Per costruire l'infrastruttura dell'Arkansas, Clayton aumentò le tasse, un'altra decisione impopolare. Incentivi finanziari furono concessi alle imprese ferroviarie, che alla fine osarono 1.065 km di nuovi binari grazie a 9 milioni di dollari (196 milioni in dollari correnti) provenienti dall'assistenza statale.

#### Conflitti durante la ricostruzione
Dopo le elezioni del 1868, molti residenti furono frustrati dal fatto che repubblicani radicali avevano preso il controllo della maggior parte degli uffici di contea. Il KKK iniziò a fare il bello e il cattivo tempo in tutto l'Arkansas, e il governatore Clayton dichiarò la legge marziale in 14 contee. Nel contea di Mississippi, una delle contee sottoposte alla legge marziale, un evento razziale denominato guerra del Falco Nero (Black Hawk War) ebbe luogo nel 1872, un fatto che è indicativo di questa turbolenta fase. Il cancelliere della contea Charles Fitzpatrick girava insieme a un gruppo armato di neri, raccogliendo le tasse e minacciando i suoi avversari. Fitzpatrick accusò poi lo sceriffo J. B. Murray di appropriazione indebita di fondi della contea, e l'accusa accese gli animi di molti tra accusatori e sostenitori. Quando i due si incontrarono per stringersi la mano all'Osceola Post Office, Murray prese a pugni Fitzpatrick, che rispose sparando e uccidendo Murray. A seguito del turbolento processo il giudice ordinò a Fitzpatrick di disperdere la sua compagnia di 200 uomini armati. Fitzpatrick rispettò la decisione, ma notevoli tensioni si crearono con il KKK locale guidato dall'ex capitano confederato Charles Bowen. Entrambe le parti si sono dispersero Solo dopo vari scontri, tra cui anche alcune sparatorie. Fitzpatrick non fu mai veramente condannato e fu scelto per la nomina di legislatore statale, ma fu sconfitto da Hiram McVeigh.
Anche le elezioni a governatore del 1872 furono segnate da frodi e corruzione oltre che da una diffusa e palpabile tensione di fondo. Nel 1874, scoppiò la cosiddetta "guerra Brooks-Baxter" a Little Rock, un conflitto armato tra le fazioni del partito repubblicano che avevano divergenti opinioni riguardo alle contestate elezioni del 1872 per il governatore. La controversia venne risolta solo quando il presidente Ulisse S. Grant ordinò a Joseph Brooks di disperdere i suoi sostenitori militanti.

## Il New South

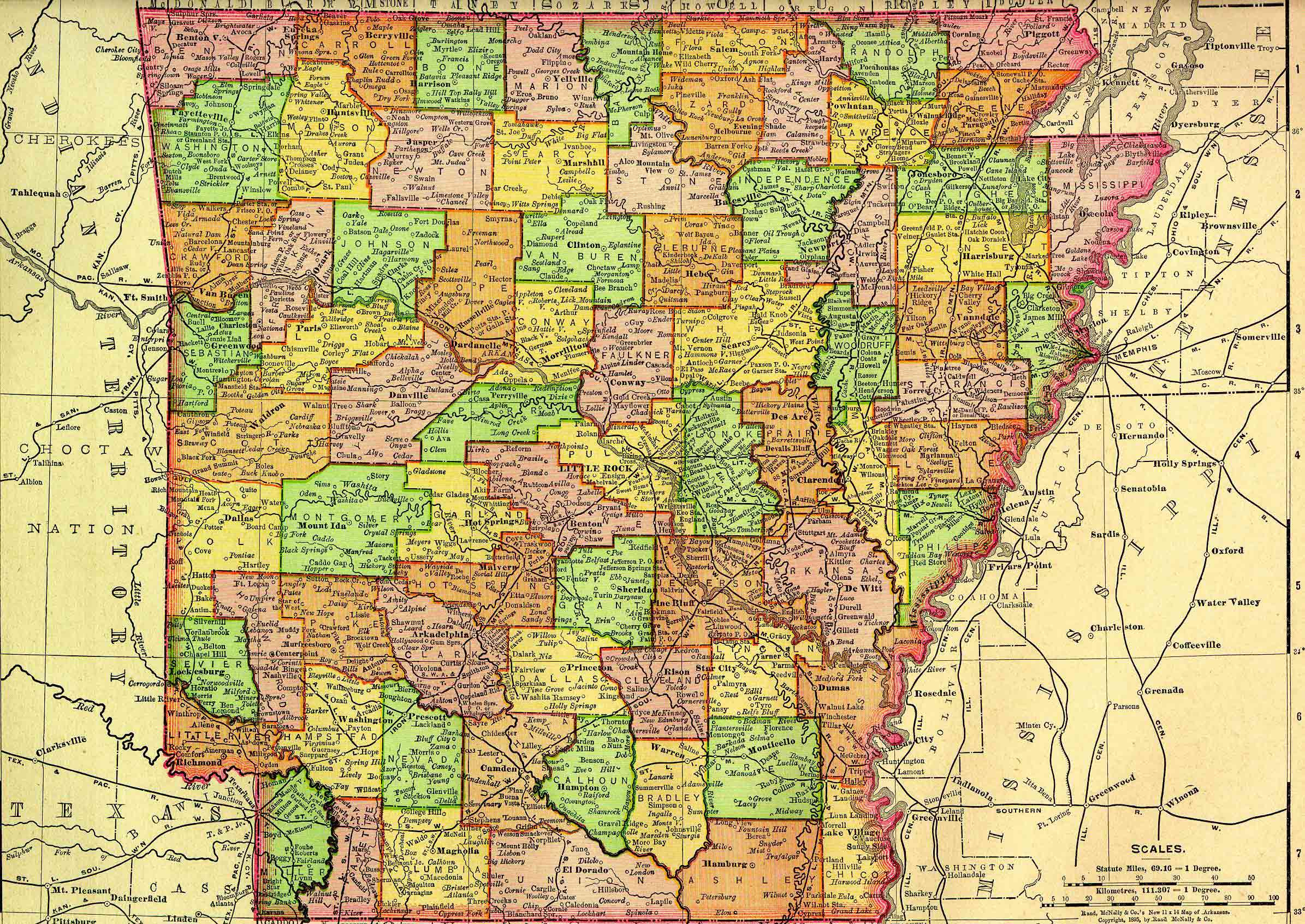
L'Arkansas nel 1895.

Quando il Congresso votò per approvare Augustus Garland come governatore un anno dopo un'elezione corrotta del 1874, l'Arkansas e altri stati del Sud iniziarono a immaginare una rivoluzione sociale in cui i vecchi stati confederati potessero aggiornare le loro economie usando il capitale e l'industria del Nord per sostituire l'agricoltura di piantagione. L'arkansansiano di quel periodo credeva anche che il cambiamento culturale e sociale potesse venire solo attraverso questa fondamentale e forte transizione. Anche se questi cambiamenti cominciarono effettivamente a verificarsi, l'Arkansas continuò comunque a soffrire a causa di notevoli problemi nel segmento dell'agricoltura, e a causa di problematiche varie tra cui segregazione, resistenza diffusa al cambiamento di vari strati della popolazione e disaffezione verso la politica.
Gli agricoltori bianchi dell'Arkansas risultarono dir poco devastati a seguito della guerra, un evento che portò ancor di più alla depressione il settore agricolo. Molti agricoltori dell'Arkansas dovettero affrontare per la prima volta una nuova concorrenza al di fuori della loro regione, una cosa che ridusse ulteriormente i prezzi del raccolto. Con 3.819 km di binari costruiti entro il 1895, le nuove ferrovie imposero agli agricoltori tariffe più elevate per servire le zone rurali. Queste circostanze costrinsero gli agricoltori disperati a fare debiti per poter continuare a lavorare i propri campi. Nella prospettiva di un ritorno sugli investimenti, i creditori generalmente insistevano affinché gli agricoltori coltivassero in gran parte cotone, che rimaneva il raccolto più remunerativo dell'epoca. L'altra forma di agricoltura che divenne popolare nell'Arkansas e in tutto il sud era l'affittuaria, dove gli inquilini lavoravano in un terreno di proprietà in cambio di una percentuale fissa. Nove agricoltori nella contea di Prairie formarono nel 1882 un'organizzazione chiamata Grande Ruota Agricola (Grand Agricultural Wheel, abbreviata anche in Wheel) per affrontare le questioni più importanti per il piccolo agricoltore. Anche se aperto a tutti i ceti sociali, si formarono presto sottogruppi di contadini bianchi ed i contadini neri. In ogni caso i principali problemi per l'organizzazione furono senz'altro Le tasse elevate e la corruzione generale a livello politico che non aiutava di certo le questioni relativi all'agricoltura dell'epoca. A questi problemi si aggiungevano Le suddette tassazioni relative al traffico ferroviario delle merci. Pur essendo un movimento abbastanza popolare, la Ruota lottò non poco per dare una voce politica ai propri sostenitori. Un partenariato con l'Unione del Partito Laburista per le elezioni del 1888 non fornì concreti risultati, anche perché molti Wheelers si rivelarono esitanti a "tradire" i democratici A cui erano tradizionalmente legati.
Dopo i deludenti risultati di quelle elezioni, la Ruota si fuse con la Northern Farmer's Alliance nel tentativo di unire l'influenza politica di entrambe le organizzazioni. Tuttavia, la coalizione era caratterizzata da due fazioni che avevano gli stessi problemi, ma che erano fondamentalmente in disaccordo su come risolverli: un gruppo era legato ai Democratici del Sud e un altro, quello degli agricoltori del Nord, ai repubblicani. Il gruppo divenne Populista nel 1890. Alla fine degli anni 1880 e 1890, i Democratici lavorarono per consolidare il loro potere e prevenire alleanze tra afroamericani e bianchi poveri negli anni della depressione agricola. Nel 1891, i legislatori statali approvarono uno statuto che richiedeva un test di alfabetizzazione per divenire elettori, quando oltre il 25% della popolazione non sapeva né leggere né scrivere. Nel 1892 lo Stato approvò una modifica costituzionale che imponeva un'imposta e i relativi requisiti di residenza per diventare lettori, una cosa che ridusse ulteriormente e drasticamente il numero di neri e di bianchi poveri nelle liste elettorali.
Con il diritto di voto, tuttavia, un buon numero di schiavi affrancati cominciò a partecipare attivamente alla vita politica dello Stato. Dal 1869 al 1893, più di 45 uomini afroamericani vennero eletti nella legislatura statale. Tuttavia, dopo aver consolidato il potere tra i suoi sostenitori, nel 1900 il Partito Democratico dell'Arkansas iniziò a reclutare per le primarie Per le elezioni statali e quelle a livello di contea solo persone bianche. Si trattava di un'altra porta chiusa in faccia ai neri, poiché le primarie erano diventate le uniche competizioni politiche davvero competitive; il vincitore delle primarie del Partito Democratico fu sempre eletto. Nel 1900 gli afroamericani contavano nello stato 366.984 persone e costituivano il 28% della popolazione E, considerando anche i bianchi poveri, più di un terzo dei cittadini era privato sostanzialmente dei diritti civili. Poiché non potevano votare, non potevano tra l'altro neanche servire nelle giurie, che erano limitate agli elettori.

## XX secolo
Gli ideali progressisti del "Nuovo Sud" erano particolarmente evidenti nei grossi imprenditori dell'epoca come Lee Wilson e Henry Grady. Wilson divenne uno dei più influenti imprenditori dell'Arkansas del suo tempo sfruttando la terra, il lavoro e le risorse a sua disposizione. Le sue compagnie nelle città dell'Arkansas del nord-est, come Wilson e Marie, attirarono i poveri mezzadri sempre più sfruttati.

### Tensioni sociali

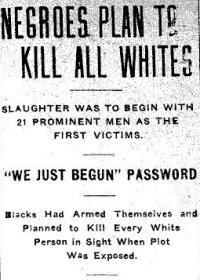
Titolo di giornale sobillatorio riguardante le rivolte di Elaine, The Gazette del 3 ottobre 1919.

Le relazioni tra i vari strati sociali, soprattutto tra i bianchi e neri, divennero ancora più tese durante questo periodo, con molti bianchi poveri che vedevano nelle azioni politiche dei liberali lo sfondo causale della loro disoccupazione. Allo stesso tempo, i neri si sentivano sfruttati e sottopagati dai proprietari bianchi. 
Esemplificative della tensione sociale vigente nell'Arkansas in questo periodo sono le rivolte di Elaine. Qui nel 1919 cento contadini neri si riunirono in una chiesa per discutere su come ricevere un giusto salario per il loro lavoro nelle piantagioni. A seguito della riunione, scoppiò poi un violento scontro quando uno sceriffo e un detective ferroviario (entrambi bianchi) arrivarono in chiesa. Lo sceriffo rimase ferito e il detective ucciso. Appena si diffuse la notizia di una "rivolta nera", sopraggiunsero frotte di persone bianche in zona per placare la "ribellione": seguì presto il caos che durò per tre giorni in città, con gruppi armati che giravano per le strade e uccisioni casuali in tutto il paese.  Quando le truppe federali giunsero, trovarono la città in uno stato di violenza assoluta e con non poche difficoltà riuscirono a disarmare i violenti. Cinque bianchi e tra 100 e 200 neri rimasero uccisi nel corso delle rivolte.

### Economia e livelli occupazionali
La crescita dell'occupazione industriale nel Nord e nel Midwest attirò molti neri dal Sud nella prima metà del XX secolo. Questi ultimi erano particolarmente attratti da una migliore qualità della vita, dalla possibilità di votare e in generale di poter rivendicare in maniera più sostanziale i propri diritti civili. Nello stesso periodo, avanzava però anche il livello di tecnologia agricola e ciò permise di supplire alla relativa mancanza di manodopera nera. Migliaia di persone lasciarono l'Arkansas in questo periodo. 
L'Arkansas, con la sua economia rurale basata principalmente sulla coltivazione del cotone, fu duramente colpito dalla Grande depressione. Numerosi programmi federali di soccorso cercarono di tamponare la drammatica situazione andando a contrastare soprattutto il vistoso calo occupazionale.

### Hattie Caraway
Tra i personaggi illustri dell'Arkansas di questo periodo, vi è da citare anche Hattie Caraway (1878 - 1950) fu la prima donna eletta al Senato degli Stati Uniti. Fu nominata affinché succedesse al marito, deceduto nel 1931 e venne rieletta a pieno titolo nel gennaio 1932, con il notevole aiuto del senatore della Louisiana Huey Long. Fu poi rieletta anche nel 1938.

### Seconda guerra mondiale
Durante gli anni della seconda guerra mondiale, i neri emigrarono anche in California, dove si erano creati i presupposti per un maggior livello occupazionale dato che l'industria, soprattutto quella bellica, si stava espandendo grandemente nella regione in quel periodo.
Sulla base dell'ordine del presidente Franklin D. Roosevelt dato poco dopo l'attacco del Giappone imperiale al Pearl Harbor, quasi 16.000 giapponesi americani furono rimossi con la forza dalla costa occidentale degli Stati Uniti e incarcerati in due campi di internamento situato nel Delta dell'Arkansas. Il Rohwer War Relocation Center nella contea di Desha rimase operativo dal settembre 1942 al novembre 1945 e il picco di internati raggiunse le 8.475 persone. Il Jerome War Relocation Center nella contea di Drew operò invece dall'ottobre 1942 al giugno 1944 e arrivò a detenere circa 8.000 persone.

### Dopoguerra
La fine della seconda guerra mondiale ripristinò un nuovo livello di prosperità e diede il via ad un nuovo avanzamento sociale anche in Arkansas. Molti agricoltori, specialmente neri, dissmisero la professione per ottenere posti di lavoro migliori nei centri industriali. Le piantagioni di cotone cominciarono dunque a non disporre più di manodopera qualificata E, quando per gli agricoltori il livello di mancanza di lavoratori divenne insostenibile, la situazione venne presa di petto dal Dipartimento dell'Agricoltura degli Stati Uniti che si attivò per una concreta ricerca di coltivatori tramite programmi appositi.

### Era dei diritti civili

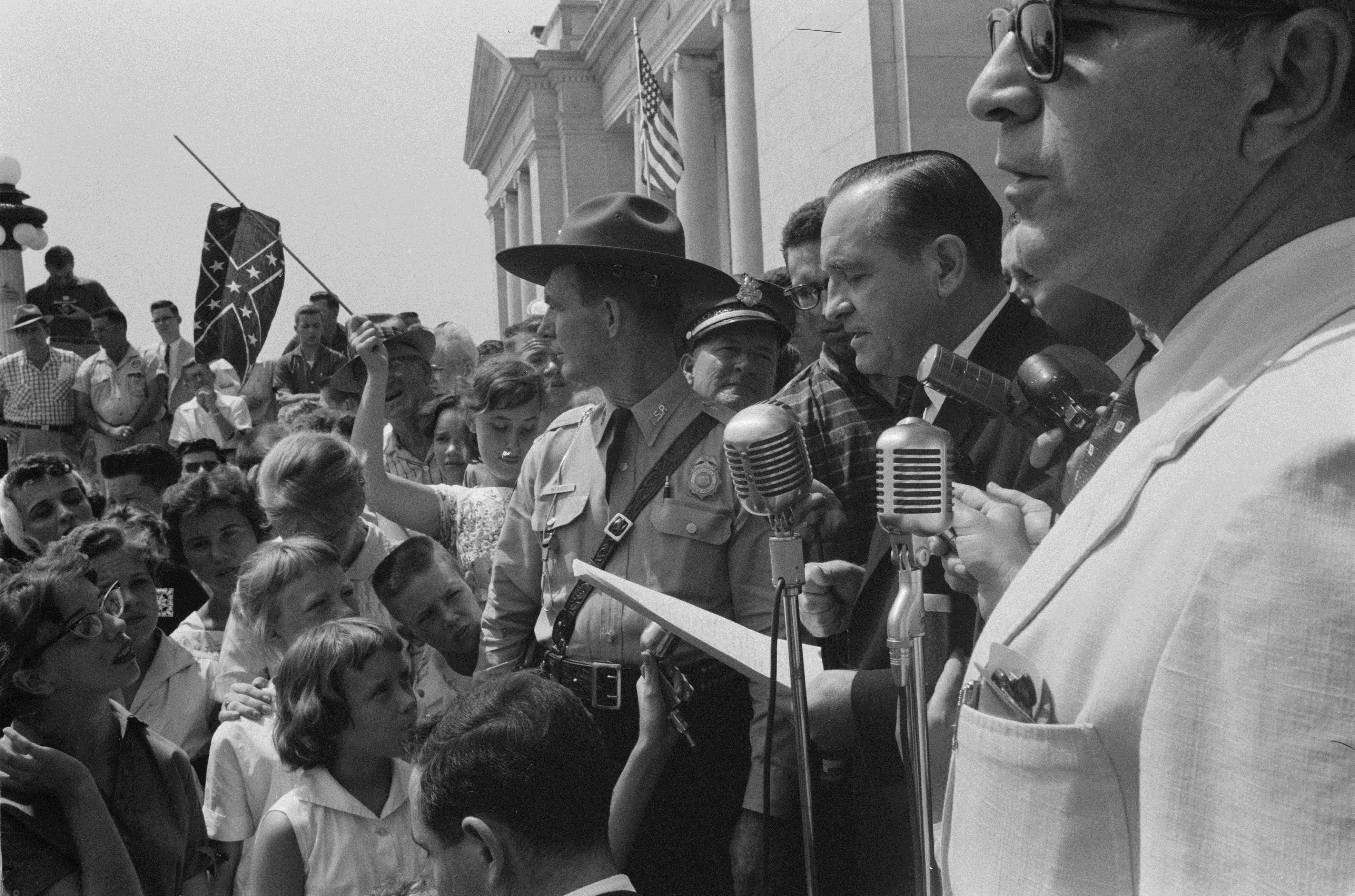
Little Rock, 1959. Un gruppo di persone, tra cui una che batte bandiera confederata, insieme ad elementi della Guardia Nazionale protestano per l'ammissione dei "Little Rock Nine" al liceo cittadino.

In uno dei primi casi più importanti riguardanti il Movimento per i diritti civili degli afroamericani, la Corte suprema decise nel 1954 che le scuole segregate erano incostituzionali. 
L'incidente dei Little Rock Nine (un gruppo di nove studenti afroamericani iscritti alla Little Rock Central High School a Little Rock) portò l'Arkansas al centro dell'attenzione nazionale. Dopo che il consiglio scolastico aveva votato per iniziare a mettere in atto la desegregazione in conformità con le nuove leggi governative, i manifestanti segregazionisti cominciarono a bloccare fisicamente nove studenti neri reclutati dalla National Association for the Advancement of Colored People affinché facessero il loro primo ingresso nella scuola. Il governatore Orval Faubus dispiegò la Guardia Nazionale dell'Arkansas per sostenere i segregazionisti, e fece marcia indietro solo dopo che il giudice Ronald Davies del tribunale distrettuale degli Stati Uniti per il distretto orientale dell'Arkansas emise un'ingiunzione proveniente direttamente dal Dipartimento di Giustizia degli Stati Uniti. 
L'ingiunzione costrinse alla ritirata la Guardia Nazionale. Corposi gruppi di bianchi continuarono comunque a ribellarsi quando i nove studenti neri iniziarono a frequentare la scuola. Il presidente Dwight D. Eisenhower, su richiesta del sindaco di Little Rock, dispiegò la 101st Airborne Division a Little Rock e federalizzò la guardia nazionale dell'Arkansas per proteggere gli studenti e garantire la loro sicurezza nel contesto scolastico. Le quattro scuole superiori pubbliche di Little Rock rimasero chiuse durante tutto il settembre del 1958. Un reale livello di integrazione fu raggiunto solo nei primi anni 1970 tuttavia questo episodio attirò grandemente l'attenzione internazionale sullo stato travagliato delle relazioni razziali negli Stati Uniti dell'epoca.

### Era Clinton
Bill Clinton, nato a Hope, Arkansas, servì per quasi dodici anni come governatore dell'Arkansas, prima di essere eletto 42º presidente degli Stati Uniti alle elezioni del 1992.
All'inizio degli anni 1980, Clinton si impegnò nella riforma del sistema scolastico dell'Arkansas, una priorità assoluta della sua amministrazione. L'Arkansas Education Standards Committee fu presieduta dalla moglie di Clinton, Hillary Rodham Clinton, che era anche avvocato e presidente della Legal Services Corporation. Il comitato trasformò in maniera sostanziale il sistema scolastico dell Arkansas. Le riforme proposte comprendevano maggiori spese per le scuole (supportate da un aumento delle imposte), migliori opportunità per i bambini dotati, formazione professionale, salari più elevati degli insegnanti, maggiore varietà dei corsi e esami obbligatori di competenza degli insegnanti. Le riforme passarono nel settembre 1983 dopo che Clinton fece ricorso ad una sessione legislativa speciale, la più lunga della storia dell'Arkansas. 
Queste riforme sono da molti analisti considerate come il più grande successo del governatorato di Clinton e rappresentarono probabilmente la migliore rampa di lancio per la sua successiva candidatura alle presidenziali.